# Herbert James Paton
Herbert James Paton (* 30. März 1887 in Abernethy; † 2. August 1969 in Perth) war ein schottischer Philosoph, der insbesondere mit seinen Arbeiten über Immanuel Kant bekannt geworden ist.

## Leben
Herbert J. Paton wurde als Zwillingssohn des freikirchlichen Pfarrers William Macalister Paton und seiner Frau Jean, geb. Robertson Miller, in der Grafschaft Perthshire geboren. Die Familie zog 1896 nach Glasgow.
Nach seiner Schulzeit an der Glasgow High School studierte Paton an der University of Glasgow Klassische Philologie. Zugleich studierte er Philosophie in der Tradition des Britischen Idealismus bei  Sir Henry Jones mit dem Abschluss eines MA in „Classics“ im Jahr 1908. Mit einem Stipendium der Universität Glasgow (Snell Exhibition) ging Paton im selben Jahr an das Balliol College der University of Oxford. Sein Lehrer war dort John Alexander Smith, der ihm den Idealismus Benedetto Croces nahebrachte. Im Jahr 1911 wurde er Fellow und Dozent (Praelector) für Klassische Philologie und Philosophie am Queen’s College in Oxford. 1914 erwarb er den MA in Philosophie. Zu Beginn des Ersten Weltkriegs wurde Paton für die Intelligence Division der Britischen Admiralität tätig. Als Experte für polnische Angelegenheiten nahm er 1919 an der Versailler Konferenz teil. Nach dem Krieg kehrte Paton nach Oxford zurück, wo u. a. Gilbert Ryle und Oliver Franks zu seinen Schülern zählten. Von 1917 bis 1922 war er Dean und 1920/21 Junior Proctor in Oxford. 1925 ging er für ein Jahr als Research Fellow des Laura Spelman Rockefeller Memorial nach Berkeley in Kalifornien, wo er sein erstes Buch ausarbeitete. Dieses erschien 1927 unter dem Titel „The Good Will. A Study of the Coherence Theory of the Goodness“.
Im Jahr 1927 erhielt Paton den Ruf als Professor für Logik und Rhetorik an der Universität Glasgow. Hier erhielt er unter anderem die Aufgabe, eine Vorlesung über Kants Kritik der reinen Vernunft zu halten. Dies war der Beginn einer intensiven Beschäftigung mit Kant. Ein erstes Ergebnis hiervon war der zweibändige Kommentar zur ersten Hälfte Kritik der reinen Vernunft, der unter dem Titel „Kant’s Metaphysic of Experience“ im Jahr 1936 erschien. In diesem Jahr kaufte Paton ein Haus in der Nähe von Bridge of Earn in der Grafschaft Perthshire, das er auch während seiner nachfolgenden Tätigkeit in Oxford behielt und wohin er nach seiner Emeritierung zurückkehrte. Paton folgte 1937 dem erneuten Ruf nach Oxford als „White’s Professor of Moral Philosophy“, wo er Fellow am Corpus Christi College wurde und bis zu seiner Emeritierung 1952 lehrte. Von 1938 bis 1952 war er Kurator der Bodleian Library. Während des Zweiten Weltkriegs arbeitete er wieder in Teilzeit für das Foreign Office. 1946 wurde Paton Mitglied der British Academy. Während seiner Oxforder Zeit veröffentlichte Paton insbesondere eine Studie zur Grundlegung zur Metaphysik der Sitten sowie eine weithin anerkannte Übersetzung zu diesem Werk. In seinen beiden letzten Berufsjahren hielt er die Gifford Lectures an der University of St Andrews.
Im Jahr 1953 übernahm er in St. Andrews die Aufgabe eines „Crown Assessor of the University Court“, die er bis 1960 ausfüllte. Im Jahr 1955–1956 war er Visiting Professor in Toronto. Paton war Mitglied der Mind Association, der Society of Antiquaries of Scotland und der Aristotelian Society. Von 1939 bis 1948 war er Mitglied der Kongregation der Church of Scotland. Zeitgleich (1938–1948) arbeitete er im Exekutiv-Komitee der League of Nations Union, einer 1918 in Großbritannien gegründeten Organisation zur Förderung der internationalen Gerechtigkeit, der kollektiven Sicherheit und des Friedens zwischen den Völkern.
Paton war seit 1936 mit Sheila Todd-Naylor verheiratet, die 1959 verstarb. Die Ehe blieb kinderlos. Seine zweite Frau, Sarah Dixon, die Tochter eines Glasgower Professors, starb bereits nach zwei Ehejahren im Jahr 1964.

## Lehre
In seiner Studie „The Good Will“ versuchte Paton in Anlehnung an die Kohärenztheorie der Wahrheit eine Theorie der Ethik als Kohärenz des Wollens zu entwickeln. Gegen Moore ist er der Auffassung, dass das Gute nicht etwas Undefinierbares ist, weil es ohne so etwas wie Wollen auch keine Unterscheidung in Gut oder Böse gäbe. Der Wille ist nicht allein abhängig von einer momentanen Situation, sondern eingebettet in eine Lebenshaltung („policy“), die rein rational nicht fassbar ist, aber dem Leben eine Grundordnung gibt. Wenn das Handeln mit dieser individuellen Ordnung, mit der sozialen Ordnung und auch mit der Humanität als ganzer in Einklang steht, besteht Kohärenz und dann ist das moralisch Gute verwirklicht.
In seiner Schrift zur Kritik der reinen Vernunft (Kant’s Metaphysic of Experience) endet die Kommentierung bereits mit der Transzendentalen Analytik. Einerseits wird Patons klare und verständliche Erläuterung des Werks hervorgehoben. Andererseits wird ihm vorgehalten, dass seine Ausführungen zu textnah und zu unkritisch gegenüber Kant seien. Im Rahmen seiner Kommentierung setzt sich Paton kritisch mit den seinerzeit vorherrschenden Interpretationen zumeist auf idealistischer Basis auseinander, u. a. von dem Hegelianer Edward Caird, dem Realisten Harold Arthur Prichard und insbesondere von dem Kantforscher Norman Kemp Smith sowie dessen deutschen Vorbildern Erich Adickes und Hans Vaihinger und weist deren Vorhaltungen, dass Kant unpräzise und konfus gewesen sei und die Kritik nur aus einem Patchwork bestehe, mit detaillierten Analysen zurück. Für Paton hat Kants Kritik eine kohärente und einheitliche Struktur. Kritiker Patons haben ihm vorgehalten, dass seine Arbeit ausschließlich erklärend sei und zu wenig Distanz zu Kants Werk aufweise sowie sich nicht genügend mit problematischen Fragen zur Kritik der reinen Vernunft auseinandergesetzt habe.
Aufgrund der Ausrichtung seines Lehrstuhls in Oxford befasste sich Paton in der dortigen Zeit intensiv mit Kants Ethik. Seine Übersetzung der Grundlegung zur Metaphysik der Sitten gilt als maßgeblich. Die Kommentierung hierzu in dem Buch „Der kategorische Imperativ“ bleibt wieder nahe am Text, bietet aber darüber hinaus eine Einordnung in die moralphilosophisch relevanten Werke Kants insgesamt. Vor allem wendet sich Paton gegen das Vorurteil, die kantische Moralphilosophie sei bloß formal. Dies liegt vor allem daran, dass Kantkritiker sich vornehmlich auf die Grundformel des kategorischen Imperativs stützen und den Formeln zum Selbstzweck – der Mensch als Zweck in sich selbst fordert die Achtung der Person –  sowie zum Reich der Zwecke zu wenig Beachtung schenken. Erst aus der breiteren Perspektive ergibt sich, was nach Kant als erlaubt oder verboten gelten kann. Anders als das Werk zur Kritik der reinen Vernunft wird Patons „kategorischer Imperativ“ als ein wichtiger Klassiker zur Kant – Auslegung angesehen.
Das 1951 veröffentlichte  Buch „In Defense of Reason“  ist eine Sammlung von 14 Aufsätzen aus den Jahren 1922 bis 1948. Neben einigen wichtigen Aufsätzen zur Philosophie Kants, die inhaltlich Vorarbeiten zu seinen beiden Kommentierungen der kantischen Schriften sind, setzt sich Paton in dem Artikel „Fashion and Philosophy“, seiner 1937er Antrittsvorlesung in Oxford, kritisch mit der zeitgenössischen dominierenden analytischen Philosophie auseinander. Hier sah er eine Analyse um der Analyse willen und eine Verweigerung zu einer systematischen Philosophie. Aus dieser Position bleibt ein Zugang zur Metaphysik verschlossen und die Möglichkeit eines ethischen Systems unmöglich. Statt einer reinen Selbstanalyse und Zeitkritik hat die Philosophie für Paton auch die Aufgabe, ein zeitgemäßes Weltbild zu vermitteln. Vor diesem Hintergrund verstand Paton seine zurückhaltende, aber zugleich klarstellende Erläuterung der kantischen Philosophie als einen Rückgang auf ein sicheres Fundament, von dem aus sich neue Ideen entwickeln können.
Das letzte philosophische Buch Patons „The Modern Predicament“ aus dem Jahr 1955 ist eine Ausarbeitung seiner Gifford-Lectures, die sich eher an ein breites Publikum als an die philosophische Fachwelt richtet. Hierin vertritt er die These, dass die Religion durch die modernen Wissenschaften in eine Zwangslage geraten sei, aus der sie nur durch eine neue theoretische Fundierung herauskommen kann. Auch wenn der wissenschaftliche Fortschritt enorm ist, kann die Wissenschaft – entgegen einem verbreiteten Glauben – nicht in allen Sphären des Lebens Hilfestellung geben. So fehlt ihr z. B. in moralischen Fragen die Kompetenz zur Stellungnahme, weil aus Fakten keine Verpflichtungen ableitbar sind. Wie etwa Martin Buber gezeigt hat, liegt auch der Religion eine eigene Sphäre der Erfahrung zugrunde, die nicht auf Fakten beruht. Die Religion ist ihrerseits nicht in der Lage, sich mit der Wissenschaft auf der Ebene der Fakten auseinanderzusetzen. Der Konflikt zwischen Religion und Wissenschaft ist keine Konkurrenz von Theorien, sondern beruht auf Unterschieden in der Lebenshaltung einzelner Individuen. Ohne eine solche bisher noch nicht gefundene Grundlage muss die moderne Gesellschaft unter dem Zwiespalt von Herz und Kopf, von Glauben und Wissen weiterhin leiden. In den letzten Lebensjahren widmete sich Paton vorrangig „der Sache Schottlands“ und veröffentlichte kurz vor seinem Tod „The Claim of Scotland“, in dem er darlegt, inwieweit die Interessen Schottlands im United Kingdom unterproportional berücksichtigt werden und weshalb Schottland eine größere Unabhängigkeit haben sollte.

## Schriften
- The Good Will. A Study of the Coherence Theory of the Goodness (1927)
- Is the Transcendental Deduction a patchwork?, in: Proceedings of the Aristotelian Society (1930)
- The Key to Kant’s Deduction of the Categories, in: Mind 40 (1931), 310-329
- Kant’s Metaphysic of Experience (2 Bände 1936)
- Fashion & Philosophy. An Inaugural Lecture Delivered before the University of Oxford on 30 November 1937 (1937)
- Can Reason be Practical? In: Proceedings of the British Academy 29 (1943), 65-105 (auch als Sonderdruck)
- Kant’s Idea of the Good, in: Proceedings of the Aristotelian Society (1944)
- The Categorical Imperative. A Study in Kant’s Moral Philosophy (1947)
  - deutsche Übersetzung: Der Kategorische Imperativ. Eine Untersuchung über Kants Moralphilosophie. de Gruyter, Berlin 1962
- als Herausgeber, Übersetzer und Kommentator: The Moral Law: Kant‘s Groundwork of the Metaphysics of Morals (1948)
- In Defense of Reason (Aufsatzsammlung, 1951)
- The Modern Predicament: A Study in the Philosophy of Religion (1955)
- Immortality (Berkeley 1956)
- Kant on Friendship (1957)
- als Herausgeber mit Raymond Klibansky. Philosophy & History: Essays Presented to Ernst Cassirer (1963)
- The Claim of Scotland (1968)